# Thomas Mutsch
Thomas Mutsch (ur. 2 kwietnia 1979 roku w Trewirze) – niemiecki kierowca wyścigowy.

## Kariera
Mutsch rozpoczął karierę w międzynarodowych wyścigach samochodowych w 1988 roku od startów w ONS Formel Renault Cup, gdzie sześciokrotnie stawał na podium, w tym czterokrotnie na jego najwyższym stopniu. Uzbierane 285 punktów pozwoliło mu zdobyć tytuł wicemistrza serii. W późniejszych latach Niemiec pojawiał się także w stawce Masters of Formula 3, Niemieckiej Formuły 3, V8Star Germany, 24h Nürburgring, MW V6 Series, FIA GT3 European Championship, French GT Championship, ADAC GT Masters, Total 24H of Spa, FIA GT Championship, Le Mans Series, 24-godzinnego wyścigu Le Mans, FIA GT1 World Championship, British GT Championship oraz VLN Endurance.

## Wyniki w 24h Le Mans
| Rok  | Zespół             | Partnerzy                        | Samochód | Klasa | Okr. | Poz. | Klasa Pos. |
| ---- | ------------------ | -------------------------------- | -------- | ----- | ---- | ---- | ---------- |
| 2010 | Matech Competition | Romain Grosjean Jonathan Hirschi | Ford GT1 | GT1   | 171  | NU   | NU         |